# Peritapnia fabra
Peritapnia fabra là một loài bọ cánh cứng trong họ Cerambycidae.